# Grenneville
Grenneville est une ancienne commune française située dans le Cotentin. En 1818, Crasville absorbe Grenneville (121 habitants) à l'est de son territoire.

## Géographie
Le village est perché sur une hauteur dominant la rade de la Hougue.

## Toponymie
Ernest Nègre, en tenant compte des nouvelles données apportées par François de Beaurepaire, propose une explication différente[De quoi ?] : le nom de personne germanique Galin, qu'il cite sous sa forme latinisée Galinus. Cette hypothèse sous-entend implicitement l'emploi d'une forme adjectivale de ce nom, d'où °GALINA VILLA « le domaine rural de Galin ».

## Histoire

### Moyen Âge
Les Greneville, avant le XIIe siècle ont été des compagnons du duc Guillaume, cette famille devint ensuite connue en Angleterre.
Lors de la rédaction du livre noir de la cathédrale de Coutances, au XIIe siècle, Thomas de Pert est cité comme patron de l'église du lieu.
En 1278, c'est un certain Adam de Port qui est patron et seigneur de Grenneville. La seigneurie possession de la famille de Port passera aux Meurdrac et ensuite aux Pierrepont.
Dans le courant du XVe siècle, la paroisse a pour seigneur et patron Guillaume Muldrac (Meurdrac), écuyer.

### Temps modernes
En 1567, Guillaume Meurdrac, sieur de Grenneville et de Cuves, est taxé de 22 livres dans le rôle des nobles et roturiers, au titre du ban et de l'arrière ban de la vicomté de Coutances, réalisé par Gilles Dancel, seigneur d'Audouville, lieutenant général du bailli de Cotentin, tenu à Coutances les 20-22 octobre. Grenneville était un demi-fief de haubert tenu du roi sous le fief de la Brisette (Saint-Germain-de-Tournebut), avec des extensions sur Sainte-Croix, Crasville, Réville, Octeville, Sainte-Marie-d'Audouville, Hautmoistier, Teurthéville, Maupertus. Le fief de Cuves à Grenneville valait un huitième de fief de haubert et relevait de la baronnie du Petit-Fécamp.
Le 17 juillet 1687, Jean Bon René Muldrac rend aveu pour le fief de Cure, d'un huitième de fief de haubert, relevant de la baronnie du Petit-Fécamp, possession de l'abbaye de Fécamp, est qu'à cause dudit fief lui appartient « le patronage et droit de présenter à l'église paroissiale dudit lieu ».

### Administration
| Période                                                                                      | Période | Identité                 | Étiquette | Qualité |
| -------------------------------------------------------------------------------------------- | ------- | ------------------------ | --------- | ------- |
| …1796                                                                                        | 1797…   | Jean Le Gros             |           |         |
| 1797                                                                                         | 1799    | Antoine Hubert           |           |         |
| 1800                                                                                         | 1804    | Jean Legros              |           |         |
| 1805                                                                                         | 1818    | Jean Lecauf de Banoville |           |         |
| Une partie des données est issue d'une liste établie par Jean Pouëssel et Jacqueline Hubert. |         |                          |           |         |

## Démographie
| 1793 | 1800 | 1806 |
| ---- | ---- | ---- |
| 116  | 120  | 121  |

## Lieux et monuments

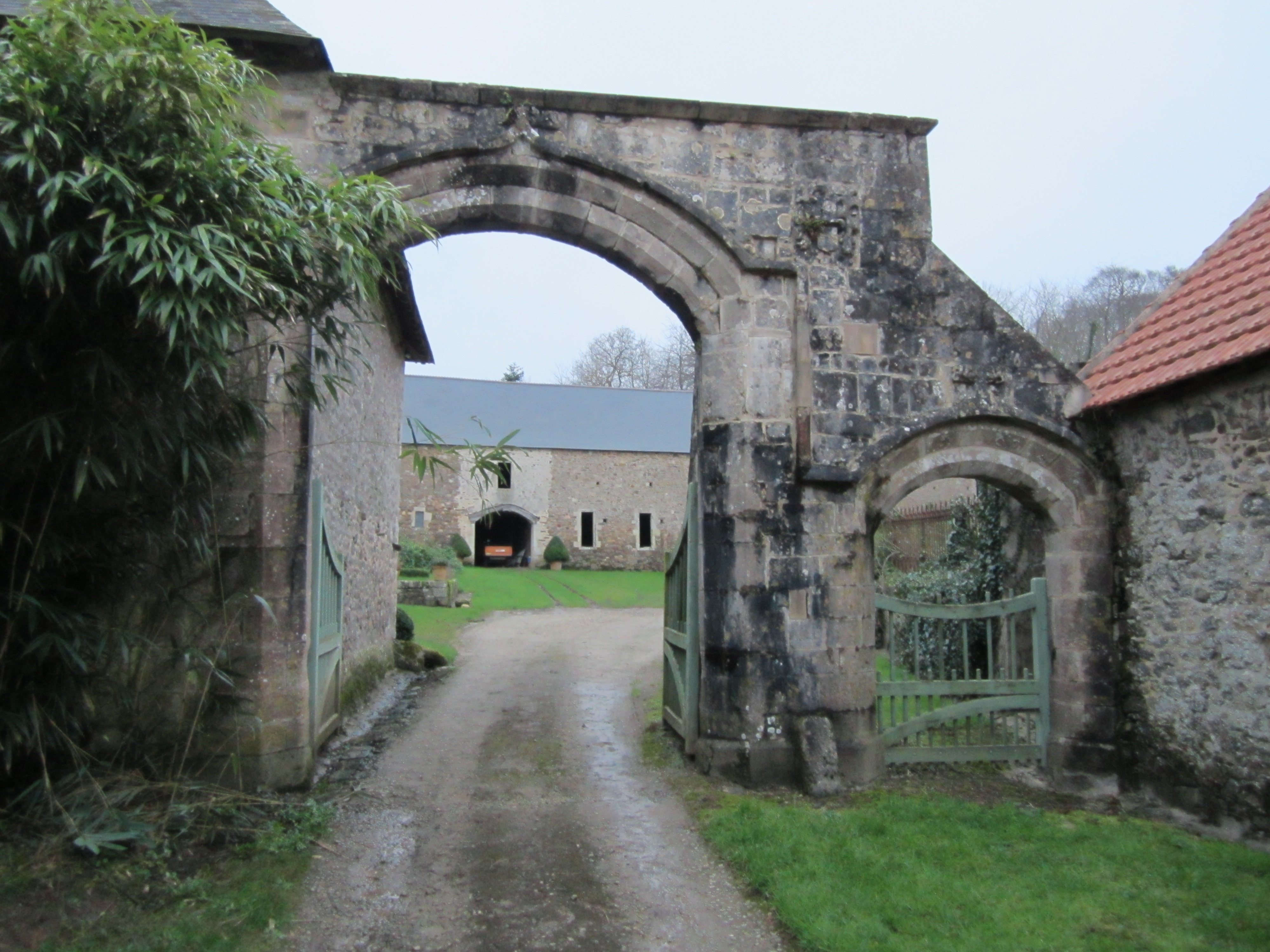
Le pavillon de Grenneville.

- L'église Notre-Dame de Grenneville daterait, dans son état actuel, du XVe ou XVIe siècle[9],[note 1]. L'édifice est placé sous le triple patronage de Notre-Dame, de saint Lubin et de saint Antoine l'Hermite, dont une sculpture de la fin du XIVe ou du début du XVe est enclavée dans le mur extérieur[10]. L'édifice abrite un christ en croix du XVe classé au titre objet aux monuments historiques[11] ainsi que des fonts baptismaux de la fin du XVIe ou du début du XVIIe. Un arc triomphal, au petites colonnes dégagées et orné de chapiteaux à motifs floraux probablement du XIVe siècle, sépare la nef du chœur.

En 1964, la découverte de sarcophages, à rapprocher d'autres découvertes antérieures, laisse supposer de la présence d'une nécropole mérovingienne du VIIe ou VIIIe siècle sous le cimetière actuel.
- Pavillon de Grenneville inscrit au titre des monuments historiques par arrêté du 26 octobre 1994[12].
- Motte et basse-cour sur le sommet du coteau qui domine la mer[13].
- Ancien fort de Grenneville. Il avait été aménagé par le Génie français afin de remplacer les redoutes et batteries côtières qui avaient été déclassées dans les dernières décennies du XIXe siècle[14].